# The Oath and the Man
The Oath and the Man er en amerikansk stumfilm fra 1910 af D. W. Griffith.

## Medvirkende
- Henry B. Walthall som Henri Prevost.
- Florence Barker.
- W. Chrystie Miller.
- Francis J. Grandon.
- Jack Pickford.